# Johann Peter Lange
Johann Peter Lange (født 10. april 1802 i Sonnborn ved Elberfeld, død 8. juli 1884 i Bonn) var en reformert tysk teolog. Han var far til Friedrich Albert Lange.
Han studerede teologi i Bonn og begyndte sin løbebane med praktisk præstegerning, men blev 1841 professor i teologi i Zürich i steden for Strauss, hvis kaldelse på grund af folkets modstand blev taget tilbage. Herfra kom han 1854 til Bonn og virkede her som professor til sin død. Han tilhørte nærmest formidlingsteologien og var en livlig bevæget og digterisk begavet natur. Blandt hans talrige skrifter kan fremhæves hans Leben Jesu nach den Evangelien, I—III (1844—47), mod Strauss, hans Christliche Dogmatik, I—III (2. udgave 1870) og hans store Bibelwerk, som han i forbindelse med adskillige medarbejdere udgav 1857—77, foruden adskillige åndelige digte, hymnologiske arbejder og polemiske skrifter.